# Puig de Lliurella
El Puig de Lliurella és una muntanya de 733 metres que es troba al municipi de Sant Joan les Fonts, a la comarca catalana de la Garrotxa.